# Baogongmiao
Baogongmiao (kinesiska: 包公庙, 包公庙乡) är en socken i Kina. Den ligger i provinsen Henan, i den centrala delen av landet, omkring 190 kilometer öster om provinshuvudstaden Zhengzhou. Antalet invånare är 30 514. Befolkningen består av 15 223 kvinnor och 15 291 män. Barn under 15 år utgör 20,0 %, vuxna 15-64 år 68 %, och äldre över 65 år 10,0 %.
Genomsnittlig årsnederbörd är 888 millimeter. Den regnigaste månaden är juli, med i genomsnitt 196 mm nederbörd, och den torraste är januari, med 7 mm nederbörd.